# アリー・ザイヌルアービディーン

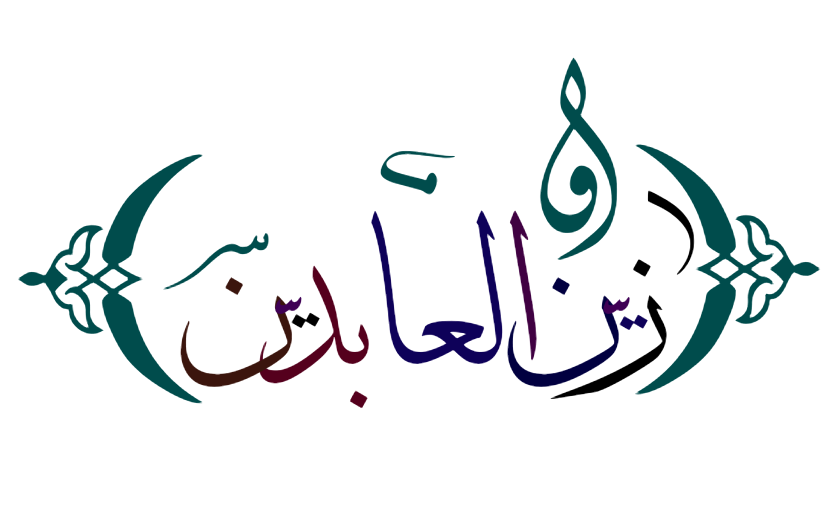
アリー・イブン・フサイン・ザイヌルアービディーン
（アラビア語: علي بن حسين زين العابدين; 西暦658年1月4日 - 713年10月20日）は、シーア派第4代イマーム。フサイン・イブン・アリーの子で、預言者ムハンマドの曾孫にあたる。ザイヌルアービディーンはシーア派のあいだで冠せられる名であり「崇拝者らの宝飾」の意。またイマーム・サッジャードとも。

## 出自と家系
アリー・イブン・フサインは658年、マディーナに生まれた。父のフサイン・イブン・アリーは大部分のシーア派ムスリムが第3代イマームと認めるムハンマドの孫である。またシーア派には、アリー・イブン・フサインの母はサーサーン朝の末帝ヤズデギルド3世の娘のシャフルバヌーとする伝承がある。
このサーサーン帝室の後裔でもあるという信仰から、アリーはイブン・アル＝ヒラヤタイン「最良の二つの息子」とも呼ばれる。「最良の二」とは、アラブにおけるクライシュ族と、非アラブにおけるペルシア人、なかんずくサーサーン帝室の意味である。
シーア派での伝承によれば、アリーの母は捕虜としてマディーナへ連行された。時の第2代正統カリフ・ウマルは、彼女を売ることを考えたが、アリー・イブン＝アビー＝ターリブはこれにかわって、彼女にムスリムのいずれかを夫として選択させ、婚資金は公金をもって賄うことを提案した。そこでウマルが同意し、彼女が選んだのがアリーの息子のフサインであったとされるのである。彼女はその一人息子のアリー・ザイヌルアービディーンを生んだ直後に亡くなったとされる。また祖父アリー・ブン・アビー＝ターリブが亡くなったとき、アリー・ザイヌルアービディーンはおよそ2歳であった。
アリー・ザイヌルアービディーンはのち息子11人、娘4人、あわせて15人の子をなしている。

### 系図
|  |  |              |          |          |          |          |          |  |  |        |        |        |        |        |        |  |  |  |  |  |  |  |  |  |  |  |  |  |  |  |  |  |  |  |  |  |  |  |  |  |  |
|  |  | フサイン     |          |          |          |          |          |  |  |        |        |        |        |        |        |  |  |  |  |  |  |  |  |  |  |  |  |  |  |  |  |  |  |  |  |  |  |  |  |  |  |
|  |  |              |          |          |          |          |          |  |  |        |        |        |        |        |        |  |  |  |  |  |  |  |  |  |  |  |  |  |  |  |  |  |  |  |  |  |  |  |  |  |  |
|  |  | アリ―        |          |          |          |          |          |  |  |        |        |        |        |        |        |  |  |  |  |  |  |  |  |  |  |  |  |  |  |  |  |  |  |  |  |  |  |  |  |  |  |
|  |  |              |          |          |          |          |          |  |  |        |        |        |        |        |        |  |  |  |  |  |  |  |  |  |  |  |  |  |  |  |  |  |  |  |  |  |  |  |  |  |  |
|  |  |              |          |          |          |          |          |  |  |        |        |        |        |        |        |  |  |  |  |  |  |  |  |  |  |  |  |  |  |  |  |  |  |  |  |  |  |  |  |  |  |
|  |  | バーギル     | バーギル | バーギル | バーギル | バーギル | バーギル |  |  | ザイド | ザイド | ザイド | ザイド | ザイド | ザイド |  |  |  |  |  |  |  |  |  |  |  |  |  |  |  |  |  |  |  |  |  |  |  |  |  |  |
|  |  | バーギル     | バーギル | バーギル | バーギル | バーギル | バーギル |  |  | ザイド | ザイド | ザイド | ザイド | ザイド | ザイド |  |  |  |  |  |  |  |  |  |  |  |  |  |  |  |  |  |  |  |  |  |  |  |  |  |  |
|  |  | ジャアファル |          |          |          |          |          |  |  |        |        |        |        |        |        |  |  |  |  |  |  |  |  |  |  |  |  |  |  |  |  |  |  |  |  |  |  |  |  |  |  |
|  |  |              |          |          |          |          |          |  |  |        |        |        |        |        |        |  |  |  |  |  |  |  |  |  |  |  |  |  |  |  |  |  |  |  |  |  |  |  |  |  |  |

## 学問
アリー・ザイヌルアービディーンはその生涯を学びに捧げ、預言者のハディースとシャリーア（イスラーム法）の権威となった。シーア派において『クルアーン』、『ナフジュ・アル＝バラーガ（雄弁の道）』に次いで権威ある書物とされる『サヒーファ・アッ＝サッジャーディーヤ』（一般に「お家（預言者ムハンマド家）の規矩」として知られる）の情報源とされる。また、アリー・ザイヌルアービディーンは、サイード・イブン・ジュバイルのような多数の忠実な支持者を得ていた。

## 敬虔な信徒として
シーア派ムスリムはアリー・ザイヌルアービディーンの高潔な品格、敬虔さを高く評価し賞賛する。そうしたことから、その生前においてさえ「ザイヌルアービディーン」の号を得ていたと考えられる。

## アーシューラーの前後
有名なアーシューラーの日、すなわちカルバラーの戦いにおいて、父のフサインをはじめ、アリー・ザイヌルアービディーンの家族の多くが死に追いやられた。アリー・ザイヌルアービディーンは、病弱の故に病の床に伏して戦闘に参加せず、結果的に生き残る。戦いののちアリーはウマイヤ朝の捕虜となってダマスクスへ連行され、時のカリフ・ヤズィード1世の虜囚として過ごした。数年後に釈放されると、マディーナへと戻り、学者として師として静かな人生を送ることになる。
20年ものあいだ、アリーは食物を供されると常に涙を流したという。ある時、従僕がアリーに尋ねた。
「ああ、神の預言者の子よ！。あなたの悲しみの時は幕を閉じたのではないのか」と。アリーは応えた。「ああ、そなた！　預言者ヤークーブは12人の息子を授かったが、神はその1人を消し給うた。ヤークーブの眼はその常の嘆きによって白く曇り、その髪頭はなお悲しみにより灰に転じ、さらに背はひしゃげてしまったという。彼にはなお息子が残されたというに。私はどうか。父、兄弟、叔父……17人もの我が縁者は惨たらしくことごとく滅せられたのだ。であるのに、我が悲しみは終わらねばならぬと？」と。

## 死没
アリー・ザイヌルアービディーンはヒジュラ暦94/95年（西暦712-714年）の死に至るまでマディーナを居とした。その死について、時のカリフ・ワリード・イブン・アブドゥルマリク・イブン・マルワーンによる毒殺とする主張もある。遺骸はイスラーム史上の重要な人物らの葬られるマディーナのジャンナトゥル・バキー墓地に葬られている。

## イマーム職継承問題
アリー・ザイヌルアービディーンのイマーム職を誰が継いだのか、という問題は、シーア派の分派につながった。すなわちイマーム派（十二イマーム派やイスマーイール派）がムハンマド・バーキルの継承を認めるのに対し、少数の者らはムハンマド・バーキルの兄弟のザイド・ブン・アリーの継承を奉じる。この人びとをザイド派と呼ぶ。

## 誕生に関する伝承
上述の通り、ザイヌル・アービディーンはペルシアの姫君とイマーム・ホセインの間に誕生したという伝承がある。その後のイマームの伝記には、必ずと言って良いほどこの伝説的事件が記録されてきた。十二イマーム派シーア派主義が国教として定められたサファヴィー朝期以降においても、その傾向が見られ、むしろそれが定着した印象がある。同朝期末期に活躍した神学者マジュリスィーは、この伝説に関するいくつかの伝承を紹介している。
・八代目イマーム、アリー・レザーに辿るイブン・バーブーイェの伝承によれば、アブドッラー・アーメルがホラーサーン征服を行なった際、ヤズデギルド三世の二人の娘を捕虜とした。そして彼女たちをカリフ、ウスマーンのもとに送り、その後、二人の姉妹のうち一人をハサンに、他をホセインにそれぞれ与えた。そして後者の結婚からザイヌル・アーべディーンが誕生した。ところが、その娘は、第一児を出産した時に亡くなったという。その結果、ホセインの奴隷の一人が彼の教育にあたり、ザイヌル・アーべディーンは彼女を自らの母と呼んだ。
・イランの最後の王ヤズデギルドの娘がカリフ、ウマルの許へ連行され、メディナに入城したとき、町の娘たちは彼女の美しさを見るために出てきた。また、メディナのモスクは、彼女が放つ光輝によって輝いた。ウマルは、彼女の顔を見ようとしたが、これを拒まれた。そのとき、彼女は「ああ、ホルムズの日、暗くなりぬ」と述べた。ウマルは、このゾロアスター教徒は自分を罵ったとして、彼女を罰しようとした。これに対して、信者の長、すなわち初代イマーム・アリーは、ウマルはその言葉の意味を理解しておらず、これは罵りなどではない、と告げた。
　ウマルは、それでは彼女を(奴隷として)売却するように命じた。しかし、アリーは、いかに異教徒とはいっても、王家の娘を売却することは許されないとして、彼女にイスラーム教徒を一人選ばせ結婚すること、さらに、彼女の結納金はその者の財庫より支払うことにした。ウマルはこれに同意した。イラン王家の娘は、一座のものの中から、アリーの次男、ホセインを選んだ。そしてアリーがペルシア語で王家の娘に語りかけ、彼女の現在の名前であるジャハーン・シャーに代えて、シャフルバーヌーと名付けた。そしてこれはアリー自身の姉妹の名であると述べた。さらに、息子ホセインに対して、彼女を慈しむように諭した。二人にはやがて子供が誕生し、その次人物は地上で最良の者となる、そして両親の後、清き人々の後継者となろう、とペルシア語で述べた。
・シャフルバヌーは捕虜となる前、夢の中で預言者ムハンマドがイマーム・ホセインとともに彼女の住居に現れ、ホセインと結婚するように求められ、翌朝、彼女は夢の意味を巡って考えあぐねていた。ところが、次の夜、今度はムハンマドの娘でアリーの妻であるファーティマの夢を見た。シャフルバヌーは、夢の中でファーティマを介してイスラーム教徒になった。ファーティマは、イスラーム軍の攻撃があっても、何人も彼女に危害を加えないこと、さらに、自分の息子ホセインとの間に児を産むであろうことを告げた。このようにして、イスラーム軍が彼女をメディナに連行し、その後ホセインを見たとき、すでに預言者が夢の中で彼女の元にやってきて契約を結んでいたので、躊躇なくホセインを選んだのである。こうして二人は結ばれ、その結果ザイヌル・アービディーンが誕生した。彼は「二つの良き者から生まれた」と言われるように、「神がハーシム家の中から選び賜うた者は、イランから選ばれた者であり、高貴な家系の者であった。」
ホセインの殉教を伝える、サファヴィー朝成立前後に書かれた『殉教者の園』には次のような伝承が記述されている。
・ホセインは三人のアリーという息子があり、ザイヌル・アーべディーンは二番目である。彼は十二イマーム派の第四代目イマームであった。彼は称号をザイヌル・アーベディーンといったが、その由来は次の通りである。すなわち、ある日、いつものように彼が祈祷を行っていたとき、悪魔がやってきて彼を惑わさそうとした。イマームはこれに気も留めない。そこで、悪魔は彼の足の指に噛み付いて、祈りを中止させようとしたが、それでも彼は祈りをやめなかった。神はイマームにそれが悪魔の仕業であることを知らせ賜うた。そこで、イマームは悪魔に呪いをかけ、一撃を加えて悪魔を退治した。その時悪魔の姿は見えなかったが、彼は「汝はザイヌル・アーベディーン(礼拝者の中で最良の者)なり」という叫び声が聞こえた。さらに、彼の父はイマーム・ホセイン、母はシャフルバヌーであるため、預言者と(イラン)国王の資質が彼に集約された。

### シーア派
- al-Sahifa al-Sajjadiyya
- Imam Sajjad
- Ali ibn Al-Husayn - ウェイバックマシン（2004年12月13日アーカイブ分）
- The Fourth Imam
- The Fourth Imam
- The life of Imām Zayn al ‘Abidin by Bāqir Sharif al-Qarashi.

### スンナ派
- Life of Zainul Abideen Part 1 by Ahle Sunnah Scholar  Shaykh Sayyed Muhammad bin Yahya Al-Husayni Al-Ninowy.
- Life of Zainul Abideen Part 2 by Ahle Sunnah Scholar  Shaykh Sayyed Muhammad bin Yahya Al-Husayni Al-Ninowy.